# 苏埠屯墓群
苏埠屯墓群，位于山东省潍坊市青州市东夏镇苏埠屯，是中华人民共和国山东省文物保护单位之一。
1977年12月23日，授予山东省文物保护单位，是一座古墓葬。